# Харино (Берёзовский район)
Харино — деревня в Берёзовском районе Пермского края. Входит в состав Асовского сельского поселения.

## Географическое положение
Расположена в устье реки Бол. Кумина, при впадении её в реку Асовка, к северо-востоку от административного центра поселения, села Асово.

## Население
| 2010 |
| ---- |
| 16   |

## Улицы
- Речная ул.

## Топографические карты
- Лист карты O-40-92 Кордон. Масштаб: 1 : 100 000. Состояние местности на 1980 год. Издание 1986 г.